# Pink Houses
Singles de John Cougar Mellencamp
Crumblin' Down
(1983) Authority Song
(1984)
Clip vidéo
[vidéo] « Pink Houses », sur YouTube
Pink Houses est une chanson de l'auteur-compositeur-interprète américain John Cougar Mellencamp extraite de son album studio Uh-huh, sorti en octobre 1983 sur le label Riva Records.
La chanson est également sortie en single. Elle a débuté à la 45e place du Hot 100 du magazine musical américain Billboard dans la semaine du 10 décembre 1983 et a atteint la 8e place pour la semaine du 11 février 1984, passant en tout 16 semaines dans le chart,.
En 2004, Rolling Stone a classé cette chanson, dans la version originale de John Cougar Mellencamp, 439e sur sa liste des « 500 plus grandes chansons de tous les temps ». (En 2010, le magazine rock américain a mis à jour sa liste, maintenant la chanson est 447e.)

## Composition
La chanson a été écrite par John Mellencamp lui-même. Son enregistrement a été produit par Little Bastard et Don Gehman.